# 信夫橋

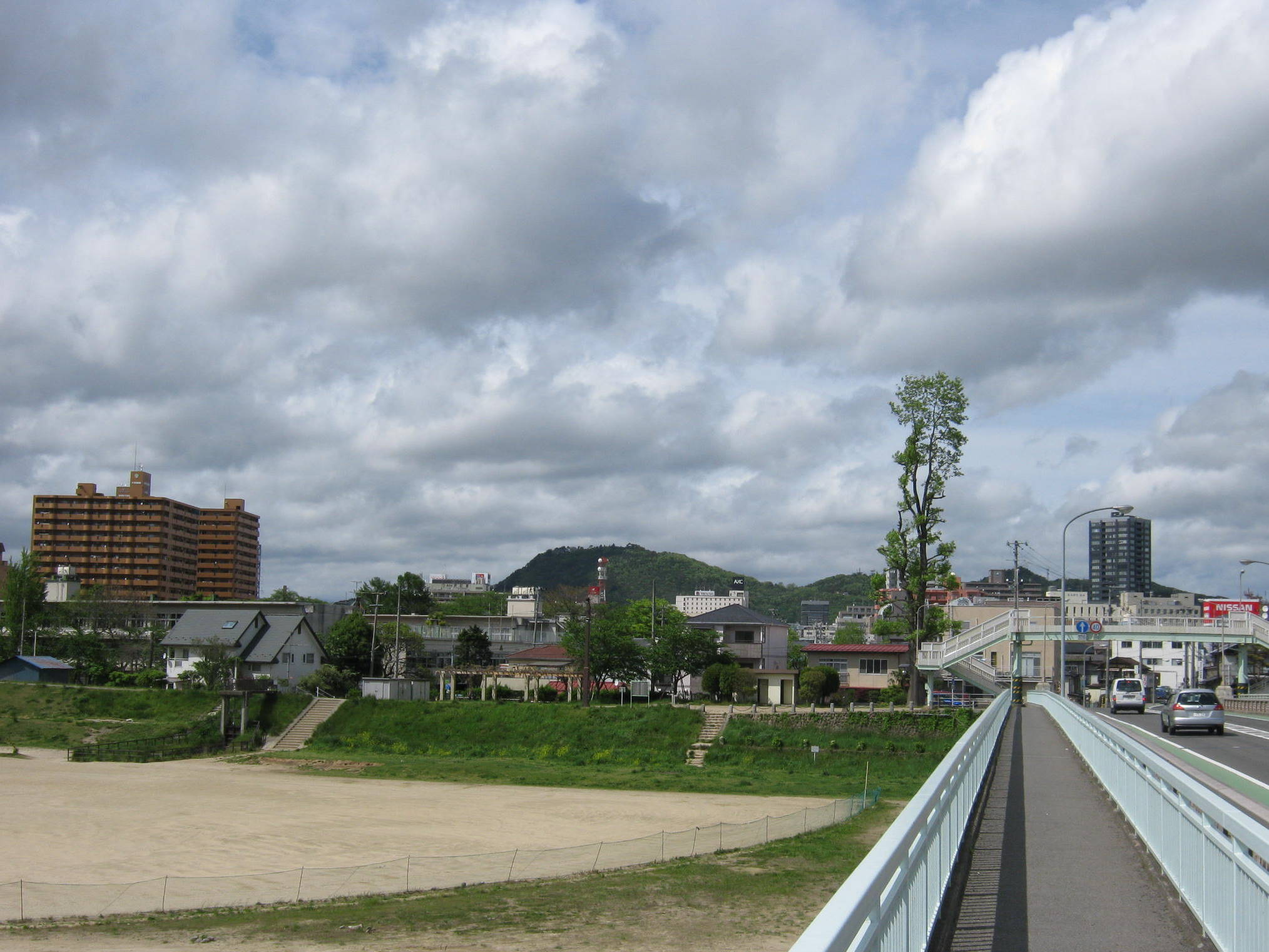
信夫橋歩道橋から信夫山を望む

信夫橋（しのぶばし）は、福島県福島市にある道路橋である。

## 概要
- 全長…185.01 m
  - 主径間…27 m
- 幅員…11 m
- 形式…7径間鉄筋コンクリート上路式オープンスパンドレルアーチ橋
- 竣工…1932年（昭和7年）12月9日[1]

福島市街地南部を流れる一級河川荒川最下流部に架かり、福島県道148号水原福島線（奥州街道）を通す。北岸は柳町、南岸は南町に位置し、橋のすぐ東側で阿武隈川との合流点がある。古今を通じて福島を象徴する名橋であり、江戸時代には福島城下町の玄関口として、現在は福島市街地の玄関口として機能している。現在かかっている橋は記録が残る名前が付けられた架橋としては6代目、『信夫橋』を名乗った橋梁しては現在4代目にあたる1932年に完成した全長185.01 mのアーチ橋である。日本百名橋の一つに指定されている。

## 歴史
北岸の福島城下側には水運の拠点福島河岸や奥州街道（下り）、米沢街道（板谷街道）があり、南岸の方木田村側には奥州街道（上り）、会津藩領へ通づる山王土湯道（土湯街道）が整備されていたため当地は旧来より重要な交通拠点であり、架橋以前は須川の渡しという渡し船により須川（荒川の旧称）を渡る往来がされてきた。
1688年（貞享5年）に現在地に記録が残る名前が付けられた架橋としては初代の橋である須川橋が1704年（元禄17年）迄の期間架けられた。木造の橋で長さおよそ80メートル（43間）であったとされる。
その後1700年代に再び木橋の架橋が行われ、渡る度に「ガンタラ、ガンタラ」と音がすることからガンタラ橋と呼ばれていた。洪水時には床版を取り外す仕組みになっていた。
1873年（明治6年）、初代信夫橋にあたる全長72 m、幅員5.4 mの木橋が建設され、1874年（明治7年）8月に竣工した。橋の形状が当時の江戸日本橋に似ていたことから信夫橋は福島の日本橋と称されていた。しかし老朽化が進み、1883年（明治16年）10月に豪雨により落橋した。
ただちに県令三島通庸は県土木課八等出仕原口祐之に架替えを命じ、1885年（明治18年）7月15日に2代目信夫橋が竣工した。落橋の危険が少ないとされた石橋として建設され、長さ約191メートル（106間）、幅員約7メートル（4間）の13径間上路式充腹アーチ橋で、十三眼鏡橋とも呼ばれ親しまれた。信夫郡金谷川村から切り出した御影石を使い、美しい意匠から錦絵として全国に紹介された。予算は5万円（1884年から1886年までの3年間で県より支出）、総工費 6万7千60円63銭6厘と巨額の建設費が投じられ、福島町側（北詰部）には西の親柱に鶴 東の親柱に亀の彫刻など豪華な装飾が施された。現在は鶴の彫刻の行方は不明だが、亀の彫刻は後に発見され近隣の民家に保存されている。また、当時の親柱は北側たもとの公園や、福島市立福島第一小学校などに移築保存されている。その美しさから信夫橋は東の錦帯橋と称されていたほどの名橋であった。しかし架橋から6年後の1891年（明治24年）6月、荒川を記録的な増水が襲い落橋。眼鏡橋が河川流域を狭めていたためであった。
1897年（明治30年）に架替えが行われ、3代目信夫橋が竣工した。洪水による流失を避けるために、木鉄混交下路式トラス橋として架設された。全長は191m、幅員は5m。橋脚などには2代目信夫橋で使用していた石を再利用していた。現在でも橋梁下部に3代目信夫橋の橋脚の跡を見ることができる。しかし木製トラス部分の腐朽が始まり、10年後の1907年（明治40年)に、この部分が鋼鉄に置き換えられている。
1932年（昭和7年）12月に現在利用されている4代目信夫橋が竣工した。2代目を彷彿とさせる鉄筋コンクリート造7径間オープンスパンドレルアーチ橋で橋である。欄干は第二次世界大戦中に金属資源として供出されたが、1952年（昭和27年）の福島国体開催を機に平和への願いを込めてオリンピックの五輪を模したデザインで作られた。1984年に橋が大規模改修され、親柱の照明の取り換えなどが行われた際、高欄の全面的な模様替えも検討されたが、橋の歴史を尊重する意見が多かったために残された経緯がある。当時は国道4号の橋であり車道も歩道も一体だったが、交通量が著しく増大してきたため車道を拡幅する必要が出てきた。1971年（昭和46年）に歩道用の橋が付け足され現在の形になっている。この工事により拡幅された橋脚にはかつての信夫橋を彷彿とさせる石組みの模様があしらわれている。その後1972年（昭和47年）の国道4号福島南バイパスの開通により、1988年（昭和63年）まで国道115号の橋として使われ、国道115号福島西バイパスの全線開通を機に国道指定を外れ、福島県道148号水原福島線の橋となり現在に至る。

### 年表
- 1874年（明治7年）8月 - 初代信夫橋竣工。
- 1883年（明治16年） - 初代信夫橋が大洪水により損壊。
- 1884年（明治17年） - 2代目信夫橋着工。
- 1885年（明治18年） - 2代目信夫橋竣工。
- 1891年（明治24年） - 2代目信夫橋が大洪水により損壊。
- 1894年（明治27年） - 3代目信夫橋着工。
- 1897年（明治30年） - 3代目信夫橋竣工。
- 1931年（昭和6年）9月16日 - 4代目信夫橋着工。
- 1932年（昭和7年）12月9日 - 4代目信夫橋竣工。
- 1932年（昭和7年）12月10日 - 4代目信夫橋渡橋式を実施。同日供用開始。
- 2012年（平成24年）12月10日 - 4代目信夫橋架橋80周年を迎える。

## 隣の橋
- 荒川

（上流） - あづま橋 - 東北新幹線須川橋梁 - 東北本線須川橋梁 - 信夫橋 - （阿武隈川へ）